# Grzegorz Cebulski
Grzegorz Cebulski (ur. 15 września 1965 roku we Wrocławiu) – polski duchowny prawosławny (protoijerej), współzałożyciel, dyrygent i kierownik artystyczny chóru „Oktoich”, śpiewak-bas.

## Życiorys
Od 1984 był psalmistą wrocławskiej parafii św. św. Cyryla i Metodego. W 1988 roku ukończył Wyższe Seminarium Duchowne w Warszawie, potem przez dwa lata studiował na Moskiewskiej Akademii Duchownej. W 1991 należał do współzałożycieli chóru „Oktoich”, którym kieruje nieprzerwanie od tego czasu. Razem z chórem uczestniczył w kilkuset koncertach na całym świecie, nagrywał płyty przede wszystkim z prawosławną muzyką sakralną, w tym wyróżnioną nominacją do Fryderyka 2008 „Panichidę - Prawosławne nabożeństwo żałobne”. Uczestniczył także w nagraniach muzyki świeckiej – płyt Golec uOrkiestra 3 i „Bo wolność krzyżami się mierzy” razem z Orkiestrą Reprezentacyjną Śląskiego Okręgu Wojskowego. Śpiewał również jako bas w chórze Cantores Minores Wratislavienses.
Jest wykładowcą Międzynarodowego Seminarium muzykologicznego Convivium w Czechach. Artysta chóru Cantores Minores Wratislavienses. Członek Kapituły Akademii Fonograficznej „Fryderyki”.
13 kwietnia 2016 został podniesiony do godności protoprezbitera (protoijereja) przez biskupa Jerzego (Pańkowskiego).

### Nagrody

#### Indywidualne
- 1987 – Nagroda dyrygencka Międzynarodowego Festiwalu Muzyki Cerkiewnej w Hajnówce
- 1993 – Order św. Marii Magdaleny
- 1994 – Nagroda dyrygencka Międzynarodowego Festiwalu Muzyki Cerkiewnej w Hajnówce
- 1997 – Medal „Zasłużony Działacz Kultury"
- 2006 – Brązowy Medal „Zasłużony Kulturze Gloria Artis”[8][9]

#### Z chórem „Oktoich”
- 1992, 1994, 2006, 2011 – I i II miejsca na Międzynarodowego Festiwalu Muzyki Cerkiewnej w Hajnówce[10]
- 2002 - Nagroda im. brata Alberta[11]
- 2011 - Nagroda im. Księcia Konstantego Ostrogskiego[12]